# Keith Robinson
Robinson nasceu em Louisville, Kentucky e depois se mudou para Atlanta. Enquanto frequentava a Universidade da Geórgia, Robinson assinou um contrato com a gravadora Motown Records, embora o rótulo nunca emitiu qualquer do seu material.

## Carreira
Keith Robinson é um ator estadunidense, que já participou do seriado Power Rangers: Lightspeed Rescue como o ranger verde. Em 2006 foi convidado para fazer parte do elenco de Dreamgirls como C.C White e em 2004 interpretou Bill no filme Fat Albert.
Mais recentemente, Robinson apareceu no papel de apoio de CC Branco na adaptação cinematográfica dos Dreamgirls musicais da Broadway. O filme inclui uma versão levou-Robinson da canção Dreamgirls "Família". Robinson se juntou ao seu companheiro Dreamgirls membros do elenco para executar "Patience", uma das novas canções escritas para o filme, na 79ª cerimônia do Oscar. Ele apareceu no filme This Christmas. Robinson também se apresentou em Comanche Moon: Road to Lonesome Dove.
Robinson e Obba Babatunde (que interpretou CC Branco na produção original da Broadway de Dreamgirls) ambos tiveram papéis recorrentes na série UPN Half & Half.
Robinson jogou recentemente o papel de Chester Fields, na Lei de Canterbury da Fox.

## Filmografia
- Mimic: Sentinel (2003)
- Fat Albert (2004) - Bill
- The Reading Room (2005) (TV movie)
- Dreamgirls (2006)
- This Christmas (2007)
- Foundation (2010)
- Dear John (2010)
- 35 and Ticking (2011) - Phil
- Dysfunctional Friends (2011)
- Get on Up (2014)

## Televisão
- Power Rangers Lightspeed Rescue - Joel Rawlings/Green Ranger(2000)
- Power Rangers Time Force - Joel Rawlings/Green Ranger (2001) (1 episode)
- ER (2001) 3 episodes
- American Dreams (2002–2005)
- Monk (2002–2009)
- Half & Half (2002–2006)
- Over There (2005)
- Canterbury's Law (2008)
- Castle (2010) - Random Pierce (1 episode)
- Tyler Perry's House of Payne (2011) 1 episode
- Love That Girl! (2011) - Maverick (multiple episodes)
- Lyfe's Journey (2014) - David Lyfe (UP Original TV Movie)
- Saints & Sinners (2016) - Miles Calloway